# Радіочастотний спектр
Радіочастотний спектр — безперервний інтервал радіочастот не вищий за 3 ТГц (терагерц) (3000 ГГц).
Радіочастота — це електромагнітна хвиля у просторі без штучного спрямовуючого середовища з певним номіналом частоти у межах радіочастотного спектра.

## Радіочастотний ресурс
Радіочастотний ресурс — частина радіочастотного спектра, придатна для передавання та/або приймання електромагнітної енергії радіоелектронними засобами і яку можливо використовувати для поширення будь-якої інформації на території України та за її межами відповідно до законів України та міжнародного права, а також на виділених для України частотно-орбітальних позиціях.
В залежності від частоти чи довжини хвилі (ці величини пов'язані між собою), електромагнітні хвилі відносять до різних діапазонів. Хвилі в різних діапазонах різним чином взаємодіють із фізичними тілами.
Електромагнітні хвилі з найменшою частотою (або найбільшою довжиною хвилі) належать до радіодіапазону. Радіодіапазон використовується для передачі сигналів на віддаль за допомогою радіо, телебачення, мобільних телефонів. У радіодіапазоні працює радіолокація. Радіодіапазон розділяється на метровий, децеметровий, сантиметровий, міліметровий, в залежності від довжини електромагнітної хвилі.
Відповідно до Декларації керівних засад використання мовлення через супутники для вільного поширення інформації, розвитку освіти і розширення культурних обмінів (Париж, 15 листопада 1972 року) і ч. 2 ст. 44 Статуту Міжнародного союзу електрозв'язку, радіочастоти і орбіта геостаціонарних супутників є обмеженими природними ресурсами, що належать усім народам і їх використання регулюється Конвенцією Міжнародного союзу електрозв'язку та її Регламентом радіозв'язку. Статут Міжнародного союзу електрозв'язку і Конвенція Міжнародного союзу електрозв'язку (Женева, 22 грудня 1992 року) ратифіковані Законом України від 15 липня 1994 року.
Положення міжнародно-правових актів відображені у п. 4 Концепції розвитку зв'язку України до 2010 року, затвердженої постановою Кабінету Міністрів України від 9 грудня 1999 року № 2238, згідно з яким, радіочастотний ресурс є обмеженим природним ресурсом, ефективність використання якого впливає на економічне становище країни та на стан довкілля.

## Приклади виділених радіодіапазонів
- Діапазон середніх хвиль з амплітудною модуляцією (530—1610 кГц).
- Різні діапазони коротких хвиль (5,9—26,1 МГц).
- Цивільний діапазон (26,965—27,405 МГц).
- Частоти телевізійних каналів (48,5—862,0 МГц).
- Діапазон ультракоротких хвиль c частотною модуляцією (87,5—108 МГц, крім 76—90 МГц в Японії; в Росії також 65,9—74 МГц).
- ISM діапазон.
- Діапазони військових частот (42—48 МГц; 224–280 МГц — військова авіація).
- Діапазони частот цивільної авіації (VHF 118—136,992 МГц, VOR 108—117,95 МГц, ILS/LOC 108,1—111,95 МГц, ILS/GS 329,15—335,0 МГц).
- Міжнародний морський діапазон (156,050—162,025 МГц; річковий діапазон (Росія) — 300—337 МГц).

## Використання радіочастотного ресурсу в Україні
Кабінет Міністрів України затверджує такі нормативно-правові акти:
- Національну таблицю розподілу смуг радіочастот[3]
- План розподілу і користування радіочастотним спектром в Україні

Національна таблиця розподілу смуг радіочастот України регламентує:
- розподіл смуг радіочастот радіослужбам в Україні
- розподіл на смуги спеціального та загального користування.